# Zeulenroda-Triebes
Zeulenroda-Triebes is een gemeente in het district Greiz van de Duitse deelstaat Thüringen. Op 1 februari 2006 is de gemeente ontstaan uit een fusie van Triebes en Zeulenroda. De gemeente telt 16.194 inwoners.

## Geografie

### Buurgemeenten
Aan Zeulenroda-Triebes grenzen in de Landkreis Greiz de gemeente Langenwetzendorf, de steden Greiz, Auma-Weidatal en Hohenleuben, alsmede de volledig omsloten plaatsen Langenwolschendorf en Weißendorf. Daarnaast grenst de gemeente aan de Saale-Orla-Kreis en de Vogtlandkreis in Saksen.

### Bestuurlijke indeling
Tot de gemeente behoren de omliggende, tussen 1992 en 1994 geannexeerde stadsdelen Kleinwolschendorf, Läwitz, Leitlitz, Förthen, Niederböhmersdorf, Weckersdorf, Pahren en Stelzendorf, alsmede de op 1 februari 2006 met Zeulenroda gefuseerde stad Triebes met haar ortsteilen Mehla en Dörtendorf. Op 1 december 2011 werden de gemeenten Merkendorf (met Piesigitz), Silberfeld (met Quingenberg) en Zadelsdorf bij de gemeente gevoegd. Op 31 december 2012 kwam een deel van de opgeheven gemeente Vogtländisches Oberland daarbij, namelijk de ortsteilen Arnsgrün (met Büna), Bernsgrün (met Frotschau en Schönbrunn) en Pöllwitz (met Dobia en Wolfshain). Tevens is Zeulenroda-Triebes voor Langenwolschendorf en Weißendorf de zogenaamd "vervullende gemeente".

### Jumelages
Sinds 1990 bestaat er een jumelage tussen Zeulenroda en Giengen an der Brenz (in Baden-Württemberg). Triebes heeft jumelages met Neunkirchen am Sand (Beieren), Wies (Oostenrijk), Sainte-Florine (Frankrijk) en Kostelec nad Orlicí (Tsjechische Republiek) gesloten.

## Infrastructuur

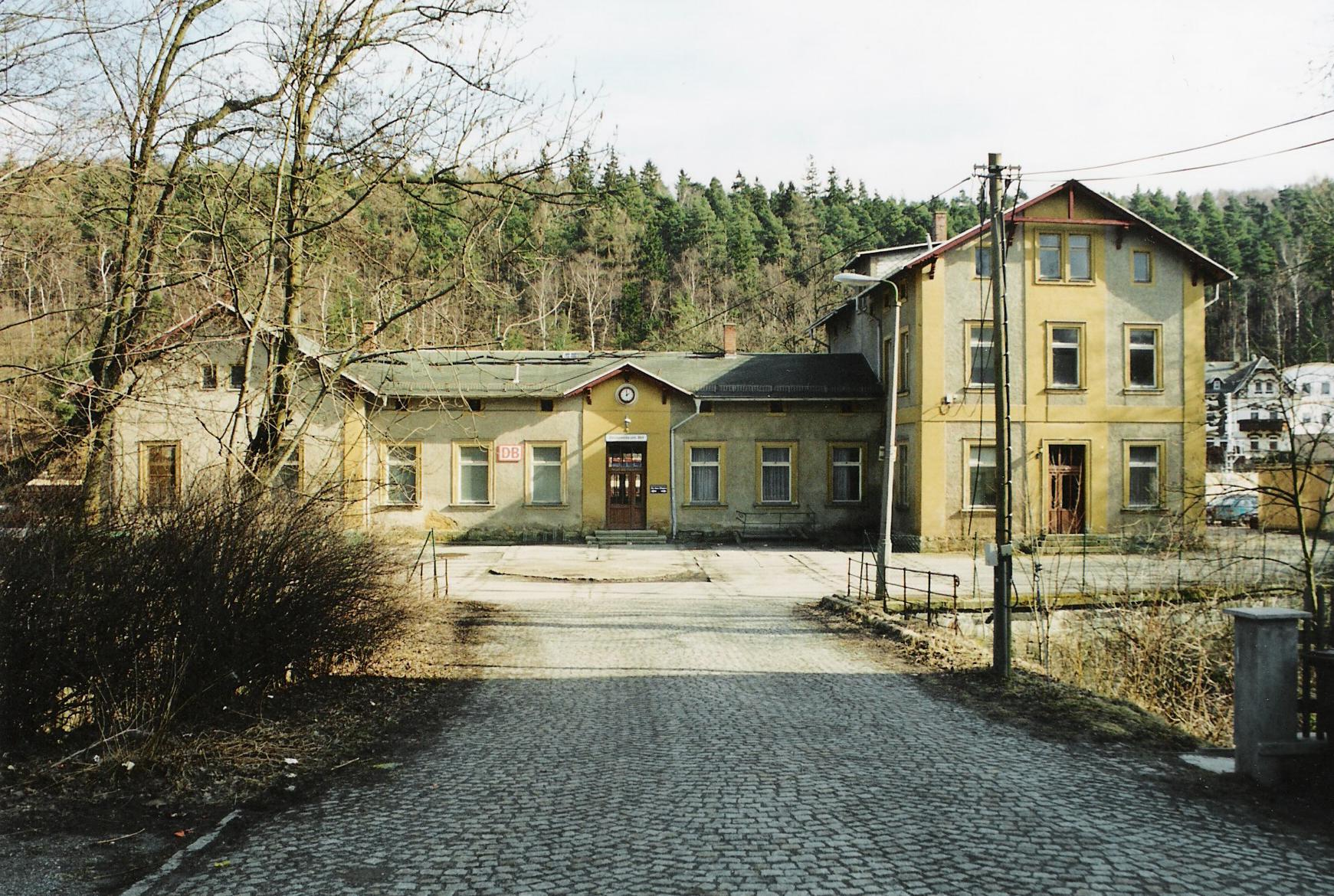
Zeulenroda Unterer Bahnhof

Zeulenroda-Triebes ligt gunstig gelegen nabij de Bundesstraße 94 en de snelwegen A 4 (Eisenach-Dresden), A 9 (Berlijn-Neurenberg) en A 72 (Chemnitz-Hof.
Voor treinverkeer beschikt de gemeente over de halteplaats Triebes en het station Zeulenroda unterer Bahnhof. Tot 1996 had Zelenroda nog een station, Zeulenroda oberer Bahnhof. Tussen de twee stations liep een spoorlijn van 3,66 km die de twee stations met elkaar verbond. De spoorlijn is op 2 juni 1996 gesloten en is later opgebroken.